# Karl Brenke
Karl Brenke (* 1952) ist ein deutscher Volkswirt. Er arbeitete als Referent am Deutschen Institut für Wirtschaftsforschung Berlin (DIW), zuletzt als Referent im Vorstand des DIW und als Wissenschaftlicher Mitarbeiter in der Abteilung Konjunkturpolitik.  
Seine Arbeitsbereiche waren Konjunkturanalyse und Konjunkturprognose.

## Ausbildung und Beruf
Er studierte Soziologie, Volkswirtschaftslehre und Statistik an der Freien Universität Berlin. Von 1983 bis 1985 war er wissenschaftlicher Mitarbeiter an der FU Berlin (Forschungsstelle Sozialökonomik der Arbeit) und seit 1985 als Referent beim DIW.

## Studie zur Fachkräftesituation
In den Medien wurde eine DIW-Studie Brenkes zum Fachkräftemangel im Jahr 2010 diskutiert. Brenke behauptete im Titel einer Vorabveröffentlichung, der vielfach behauptete Fachkräftemangel sei eine Fata Morgana. Der damalige Leiter des DIW, Klaus F. Zimmermann, redigierte die Fassung des Textes, schwächte den Titel (Fachkräftemangel kurzfristig noch nicht in Sicht) und Formulierungen ab, sodass diese den von ihm vertretenen Thesen nicht allzu stark widersprach. Dieser Vorgang wurde in verschiedenen Medien diskutiert und wurde auch 2011 bei Bekanntwerdung der Ablösung Zimmermanns zur Erläuterung thematisiert.

## Veröffentlichungen (Auswahl)
- Die Bundespolitik: unter Sanierungsängsten im Reformstau. Duncker & Humblot, Berlin 2010.
- Die Wirtschaft in Ostdeutschland 20 Jahre nach dem Fall der Mauer. Duncker & Humblot, Berlin 2009.
- Lage und Perspektiven der Unternehmen in Ostdeutschland. Duncker & Humblot, Berlin 1997.
- Entwicklungsstrategien für die Region. Metropolis-Verlag, Marburg 1997.